# Oxibutinina
Oxibutinina (Ditropan, Lyrinel XL, Retemic) é um medicamento anticolinérgico utilizado para aliviar dificuldades urinárias e da bexiga, incluindo a micção frequente e incapacidade de controlar a micção (incontinência urinária), por espasmos musculares decrescentes da bexiga. Competitivamente antagoniza os subtipos M1, M2 e M3 do receptor de acetilcolina muscarínicos. Ela também tem efeitos espasmolíticos diretos sobre a musculatura lisa da bexiga como um antagonista do cálcio e anestesia local, mas em concentrações muito superiores aos utilizados clinicamente. Encontra-se disponível por via oral na formulação genérica e como a marca de nomes Ditropan, Lyrinel XL e Retemic, como um sistema transdérmico, sob a marca Oxytrol, e como um gel de uso tópico, sob a marca Gelnique. Também Ditrospam pela Avenzor Síria.
A oxibutinina é também um possível tratamento para a hiperidrose.

## Stereoquímica
Oxybutynin contém um estereocenter e consiste em dois enantiómeros. Este é um racemato, ou seja, uma mistura 1: 1 de (R) - e a forma (S): 
| Enantiômeros de oxibutinina | Enantiômeros de oxibutinina |
| --------------------------- | --------------------------- |
| CAS-Nummer: 119618-21-2     | CAS-Nummer: 119618-22-3     |